# Thunder Force 6
 (juillet 2019).
Si vous disposez d'ouvrages ou d'articles de référence ou si vous connaissez des sites web de qualité traitant du thème abordé ici, merci de compléter l'article en donnant les références utiles à sa vérifiabilité et en les liant à la section « Notes et références ».
Thunder Force 6 est un jeu vidéo de type shoot 'em up à défilement horizontal développé par Technosoft et édité par Sega sur PlayStation 2 en 2008.

## Synopsis
C'est l'année 2161, 10 ans après que l'intelligence artificielle connue sous le nom de Guardian se rebella et sa destruction subséquente aux mains de Cenes Crawford, le pilote des événements de Thunder Force V. Comme la Terre renaît une ère de prospérité après la précédente la guerre avec l'IA, une force extraterrestre seulement connue sous le nom de "Orn Faust" semble commencer une invasion de la planète. Malheureusement, la flotte de la Terre Unifiée est impuissante sous la puissance des forces extraterrestres et est presque détruite. Pendant ce temps, le Gouvernement de la Terre Unifiée reçoit des lectures étranges de son rapport d'analyse de la chambre souterraine sur l'île Babel, où Guardian a été une fois installé. À l'intérieur, la technologie Vasteel restante abandonnée et scellée par le gouvernement montre une synchronisation surprenante avec l'approche d'Orn Faust.
Alors que les chercheurs analysent la technologie autrefois interdite qu'ils avaient abandonnée il y a dix ans, ils trouvent un message alarmant intégré dans les fragments. On dit que Vasteel était autrefois "Rynex", l'arme ultime créée par la puissance extraterrestre appelée la Fédération Galactique, utilisée pour combattre le diabolique Empire Orn. Le message contenait également un avertissement de leur arrivée imminente et un appel interstellaire à l'aide contre les forces d'Orn, qui tentent de répandre son influence de la mort et de la destruction sur d'autres parties de l'univers. De plus, les cellules de stockage dans Vasteel contiennent quatre coordonnées spatiales menant au monde d'origine de la Fédération Galactique. Laissés sans autre choix, les scientifiques recréent la technologie Vasteel dans le vaisseau expérimental connu sous le nom de RVR-00 "Phoenix", le dernier espoir de la race humaine contre Orn Faust.